# ماشية براهمان
ماشية براهمان (بالإنجليزية: Brahman cattle)‏ هي سلالة أمريكية من الماشية تابعة للنوع درباني؛ بدأت تربية هذا النوع في الولايات المتحدة من عام 1885، وتعود أصول هذا النوع إلى دولة الهند.